# Dorflandschaft bei Morgenbeleuchtung
Dorflandschaft bei Morgenbeleuchtung, auch Einsamer Baum, Eine grüne Ebene oder Harzlandschaft ist ein 1822 entstandenes Gemälde von Caspar David Friedrich. Das Bild in Öl auf Leinwand im Format 55 cm × 71 cm befindet sich in der Berliner Nationalgalerie (dort als Der einsame Baum), zusammen mit seinem Pendant Mondaufgang am Meer.

## Bildbeschreibung
Das Gemälde zeigt eine dorfnahe grüne Landschaft, die sich bis in den Mittelgrund erstreckt. Im Zentrum steht eine große Eiche, die in der Krone weitgehend abgestorben ist. Am Stamm der Eiche lehnt ein Schäfer mit seinem Hirtenstab, seine Herde weidet in der Wiese. Die Ebene wird durch Weiher mit Schwimmvögeln, Baum- und Buschgruppen sowie Wäldchen mit Häusern, aus deren Schornsteinen Rauchfahnen aufsteigen, belebt. In den Teichen spiegelt sich der Himmel. Am Abschluss der hell beleuchteten Ebene sind die Kirchtürme einer Stadtsilhouette zu sehen, dahinter steigen die dunklen Berge eines Mittelgebirges auf, dessen dunstiges Grau mit dem Blaugrau des Himmels verwandt scheint.

## Struktur und Ästhetik
Das insgesamt hell und freundlich wirkende Gemälde ist in drei parallel hintereinander liegende Bildzonen gegliedert, die durch unterschiedliche Beleuchtung und Farbigkeit getrennt sind. Die etwa auf der Mittelachse stehende mächtige Eiche bindet die in die Ferne laufenden Horizontlinien zusammen und schafft ein gewisses Raumkontinuum. Der Baum überschneidet die Kontur des Gebirges genau dort in der Senke zwischen zwei Gipfeln, wo er abzusterben beginnt. Der beschattete Vordergrund und die vordere dunkle Wolkenpartie bilden ein „Fenster“ in die beleuchtete Ferne. Durch den motivischen Reichtum der Landschaft wird der Blick des Betrachters ausgehend von dem Hirten am Stamm der Eiche in die Bildtiefe zu den ländlichen Wohnstätten, zur angeschnittenen gotischen Silhouette und zu den Gebirgszügen geführt. Der zusammenhängend in die Tiefe entwickelte Raum ist für Friedrichs Gemälde eher untypisch. Friedrich gelingt es hierdurch jedoch, dass jede zufällige Komposition ausgeschlossen wird und förmlich eine rautenförmige Rahmung entsteht. Der Farbverlauf wechselt vorne (dunkel) zu hinten (Hintergrund des Bildes) heller. Das Licht dort steht für die Vergangenheit des Baumes (es entsteht eine sogenannte Lichtlinie). Man verstand Natur damals als göttlich. Nicht umsonst wurde der Hirte gezeichnet, denn Jesus Christus hat sich selbst bezeichnet als der „Gute Hirte, der sein Leben für die Schafe gibt“ (vgl. Joh, 10.11).

## Bilddeutung

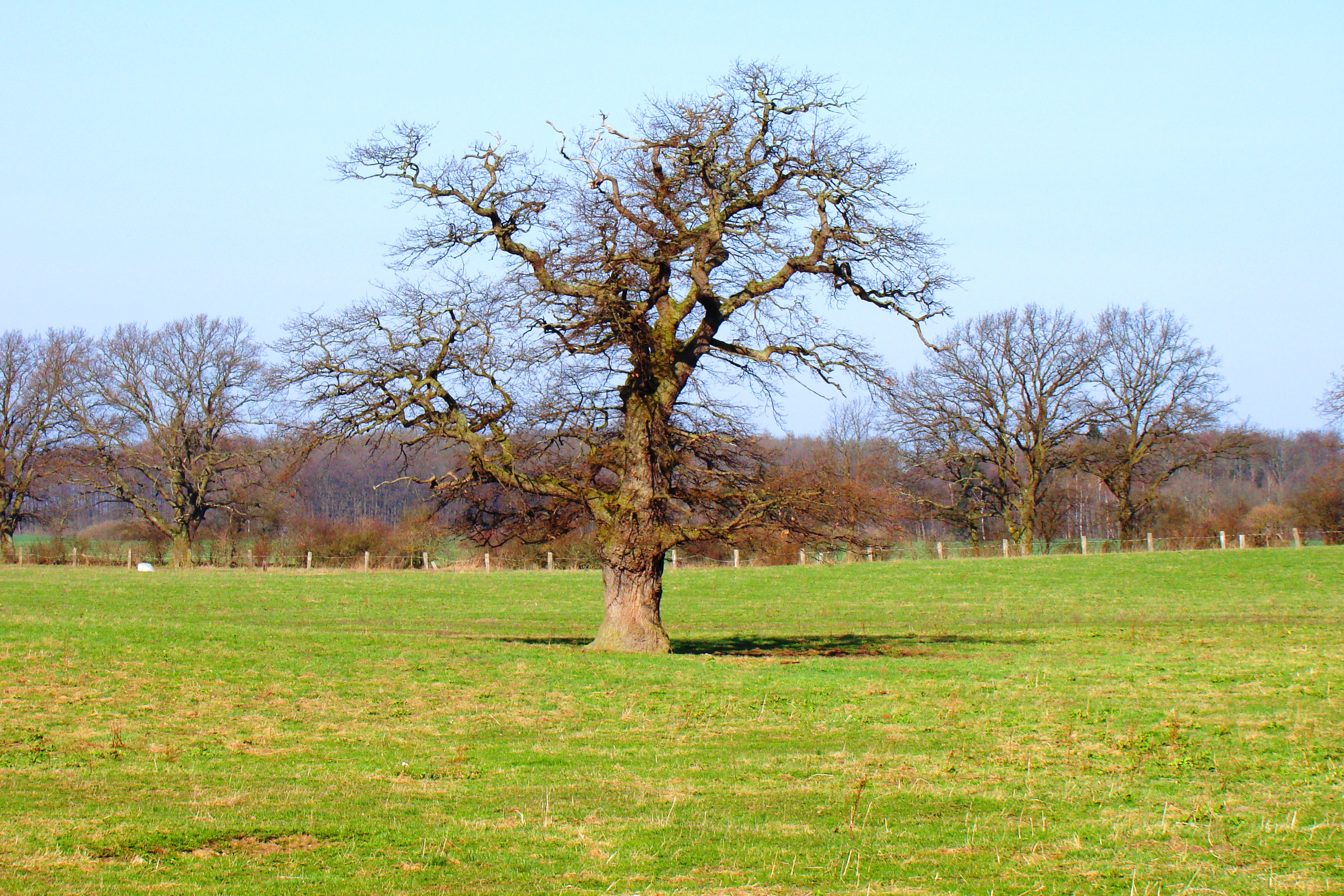
Landschaft mit Eiche hinter dem Pfarrhaus von Breesen, 2008

Die religiöse Deutung von Helmut Börsch-Supan sieht in der Dorflandschaft das irdische Leben dargestellt, mit Hinweisen auf Transzendenz. Die Verbindung zum Überirdischen werde durch die Spiegelungen des Himmels im Teich oder die fernen Kirchen hergestellt. Ein Baumstumpf und die Ruine einer Burg gelten als Symbole der Vergänglichkeit.
Eine historische Interpretation liefert Hubertus Gaßner, indem er den hintereinander geschichteten Raumzonen einen entwicklungsgeschichtlichen Sinn zuordnet. Das nicht kultivierte Sumpfgebiet verkörpere die vorgeschichtliche Zeit der Menschheit, die Eiche sei ein Symbol des vorchristlichen Heidentums sowie der germanischen Vorzeit und in die Ebene erstrecke sich die durch menschliche Arbeit gestaltete Natur.
Auch Peter Märker erkennt in den Raumzonen historische Epochen, nennt diese jedoch Urzustand der Menschheit, harmonisch geselliges Zusammenleben und christliches Mittelalter. Symbole wie die teilweise entlaubte Eiche und die Ruine würden die Vergänglichkeit der Epochenzeit anzeigen. Wieland Schmied nimmt zur Spiegelung der menschlichen Geschichte die zeitgenössische politische Realität der Zeit der Restauration hinzu, die aber nur im Dialog mit der Altdeutschen Tracht in dem Pendant Mondaufgang am Meer plausibel würde. Jens Christian Jensen beschreibt eine Kulturlandschaft, die in Jahrhunderten vom Menschen umgestaltet worden ist und die Eiche als ein Sinnbild des Geschichtlichen, als Zeichen für die in die Gegenwart hinein reichende Vergangenheit.

## Pendant

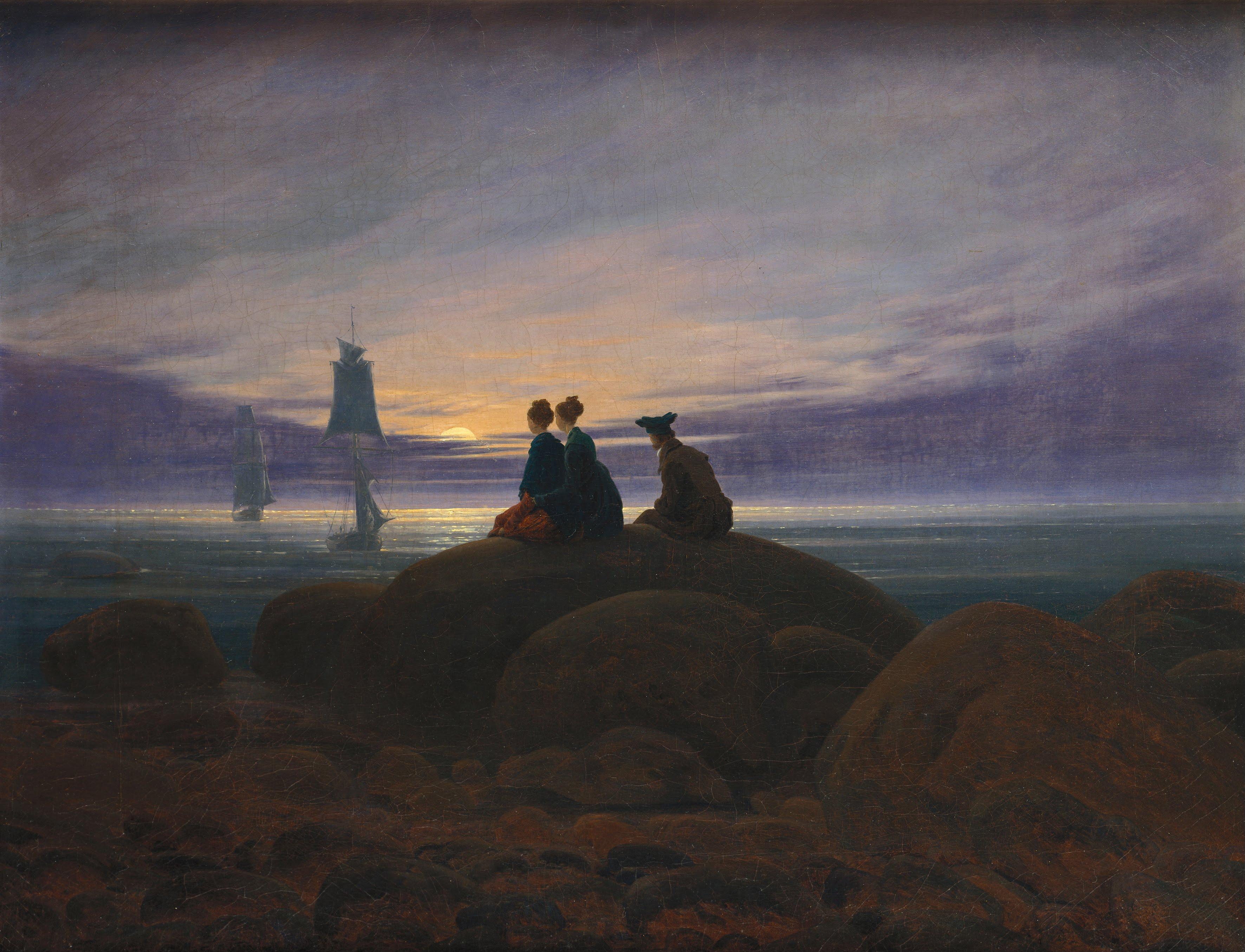
Caspar David Friedrich: Mondaufgang am Meer, 1822

Mit dem Pendant Mondaufgang am Meer ist in vielerlei Hinsicht ein Gegensatz zur Dorflandschaft geschaffen: Abend und Morgen, dunkel und hell, Wasser und Land, Steine und Vegetation, Städter als Fremdlinge am Meer und Schäfer in der Naturidylle. Die unterschiedlichen Interpretationen der Dorflandschaft versuchen, im Gegenstück eine Entsprechung zu finden. Einigkeit gibt es darüber, dass beide Bilder zusammen zu denken sind. Wieland Schmied bietet an, dass sich die Tageszeiten mit der menschlichen Geschichte und der zeitgenössischen politischen Realität verbinden. Die beiden Gemälde gelten nach dem Mönch am Meer und der Abtei im Eichwald als bedeutendstes Bildpaar in Friedrichs Werk.

## Anregung

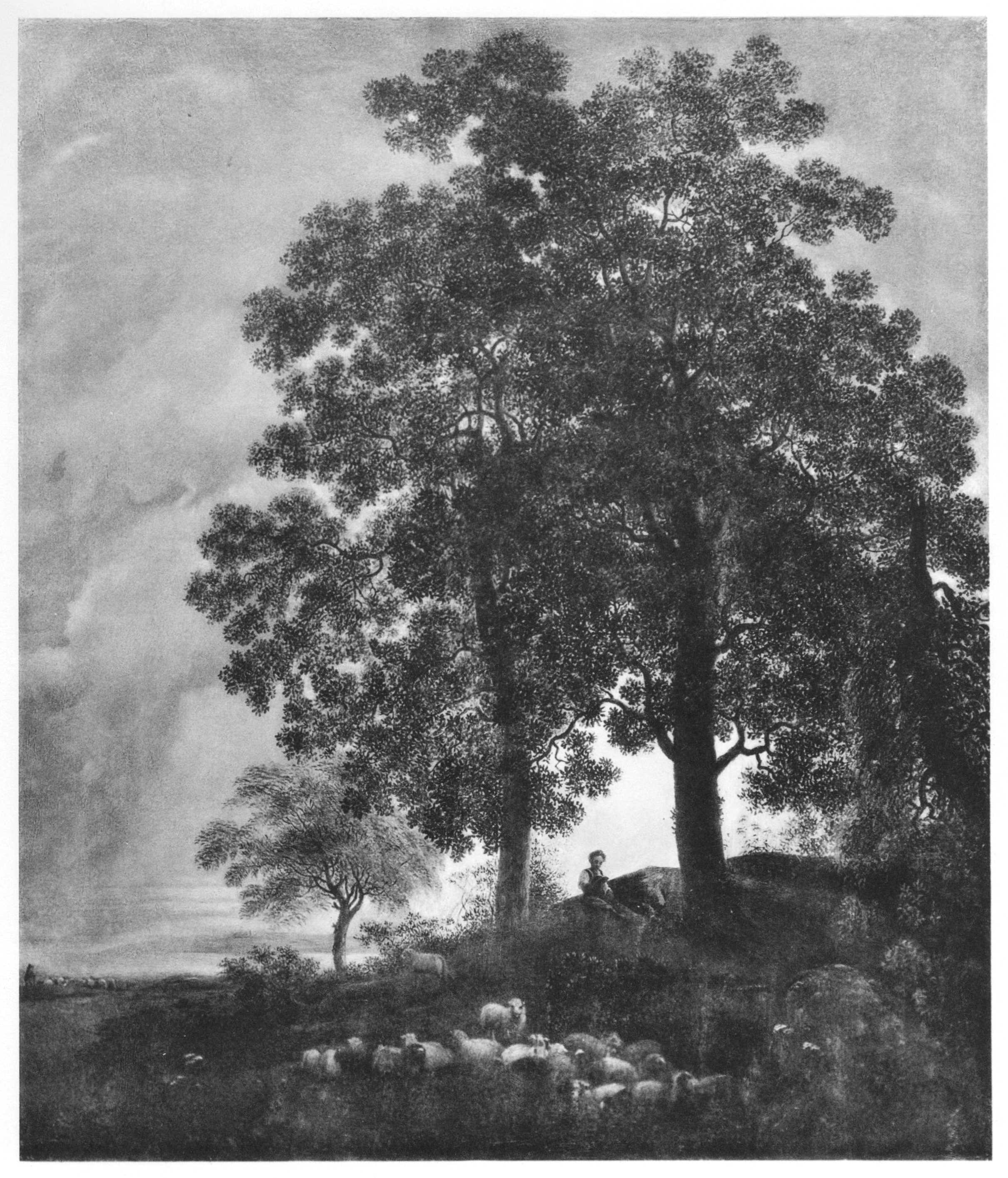
Johann Christian Klengel: Abendlandschaft, 1803

Es ist unbestritten, dass Friedrich mit der Eiche als Motiv im Zentrum der Dorflandschaft in der ikonografischen und literarischen Tradition des Barock und der Dresdner Maler seiner Zeit stand. Vorbilder in der Malerei boten im 17. Jahrhundert Domenichino und Claude Lorrain, im 18. Jahrhundert Jacob Isaacksz. van Ruisdael und Jens Juel sowie Anfang des 19. Jahrhunderts Johann Christian Klengel. In der Literatur pries Ludwig Gotthard Kosegarten 1798 in seinen Poesien die Eiche als „Baum Gottes“ und ein 1786 verfasstes Gedicht von Christian Friedrich Daniel Schubart stellte einen solchen Baum als nationales Freiheitssymbol dar.

## Studien und Zeichnungen
Für die Entstehung des Gemäldes lässt sich der Bezug zu einer Reihe von Zeichnungen nachweisen. Die Zeichnung Zwei Landschaftsskizzen vom 6. Juli 1810 fand Verwendung für „die sich rechts und links in das Bild hineinziehenden Höhenzüge im Mittelgrund“. Der Gebirgszug im Hintergrund hat die Zeichnung Landschaft mit Mann; Wasser mit Steinen vom 6./9. Juli 1810 zur Grundlage. Diese Zeichnungen entstanden während einer Wanderung, die Friedrich zusammen mit Georg Friedrich Kersting ins Riesengebirge unternahm. Nach den dortigen Anregungen entstand um 1812 auch das Gemälde Gartenterrasse, das den Blick von der Aussichtsterrasse des Schlosses Erdmannsdorf festhält, auf welchem dasselbe Bergmassiv im Zentrum zu sehen ist, die Schneekoppe, die jedoch seitlich von zwei Eichen gerahmt wird, während sich vor dem Berg, in der Achse des Gipfels, eine Statue erhebt. Beim einsamen Baum entspricht die Aussicht auf das Riesengebirge, über kleinere Teiche hinweg, derjenigen aus dem seinerzeit berühmten Landschaftspark des Schlosses Buchwald, wo Friedrich zu Gast war. Der Eiche im Vordergrund ist die Zeichnung Eichbaum mit Storchennest zuzuordnen, entstanden am 23. Mai 1806 in Neubrandenburg.  Für die einzelne Eiche links dient die Studie von Weinlaub und Buchen vom 13./14. Juni 1809, im Bild mit einigen Zweigen ergänzt. Die vierer Baumgruppe rechts im Mittelgrund erkennt man in der Zeichnung Gruppe großer Eichen vom 16. Juni 1809,  die beiden Eichen daneben in den Baumstudien vom 9./12. Juni 1809. Diese Zeichnungen entstanden bei Friedrichs Aufenthalt in Breesen.

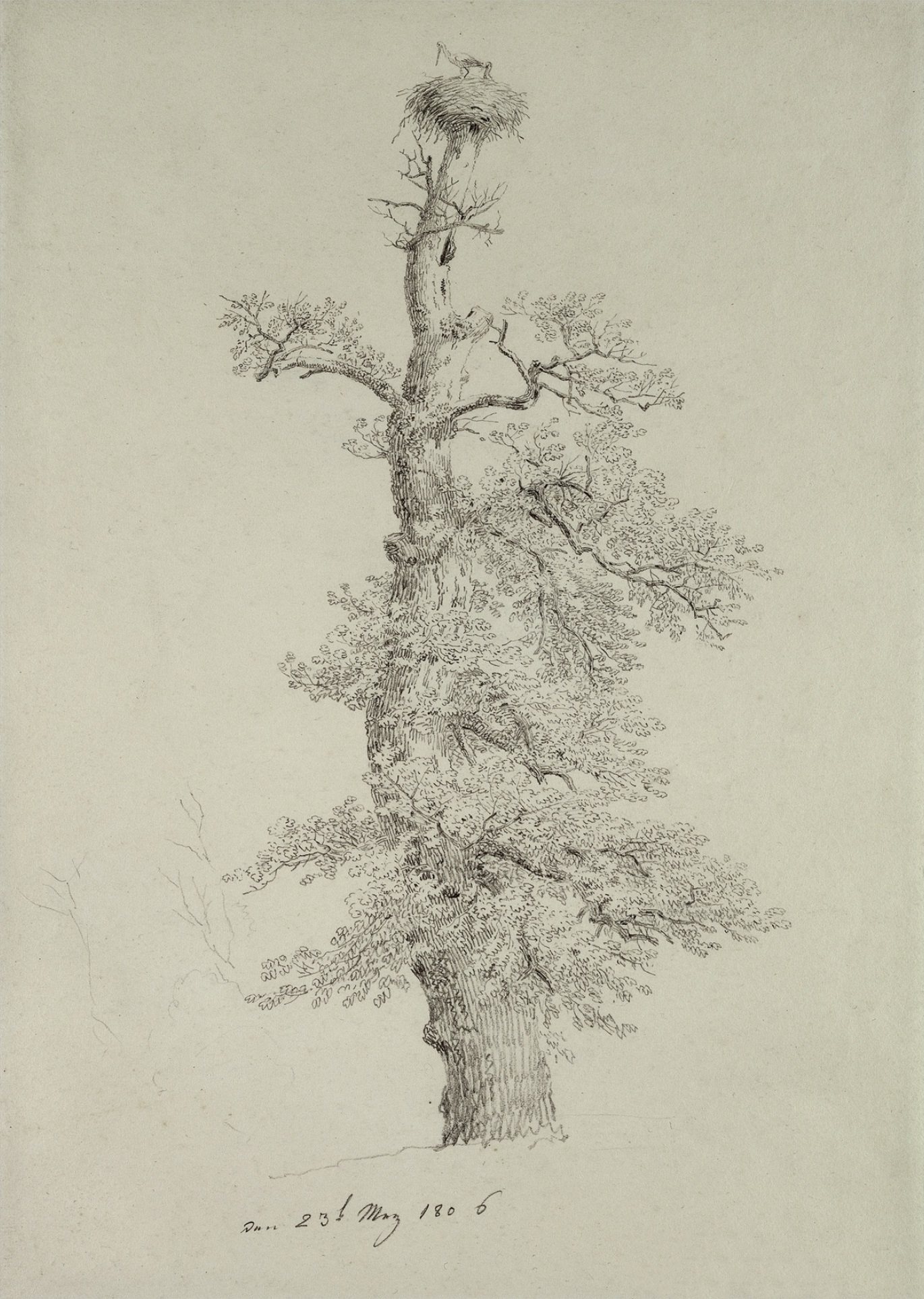
Eichbaum mit Storchennest, 1806
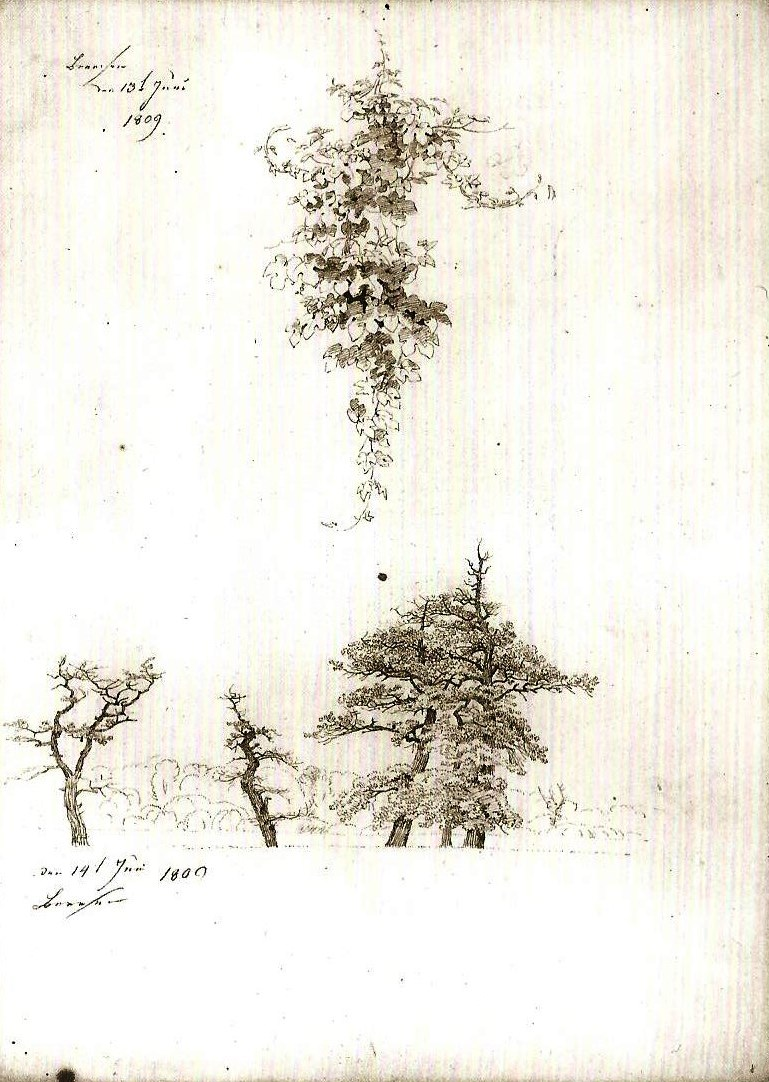
Studie von Weinlaub und Buchen, 1809
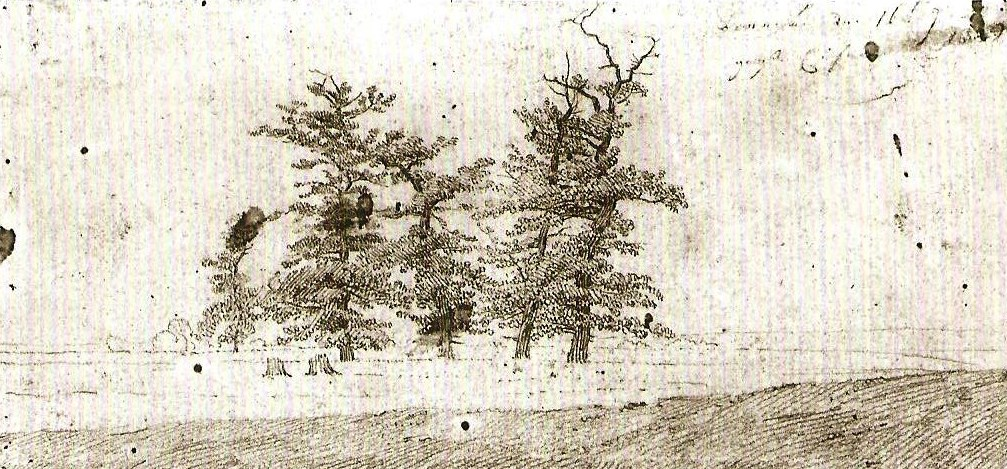
Große Gruppe Eichen, 1809
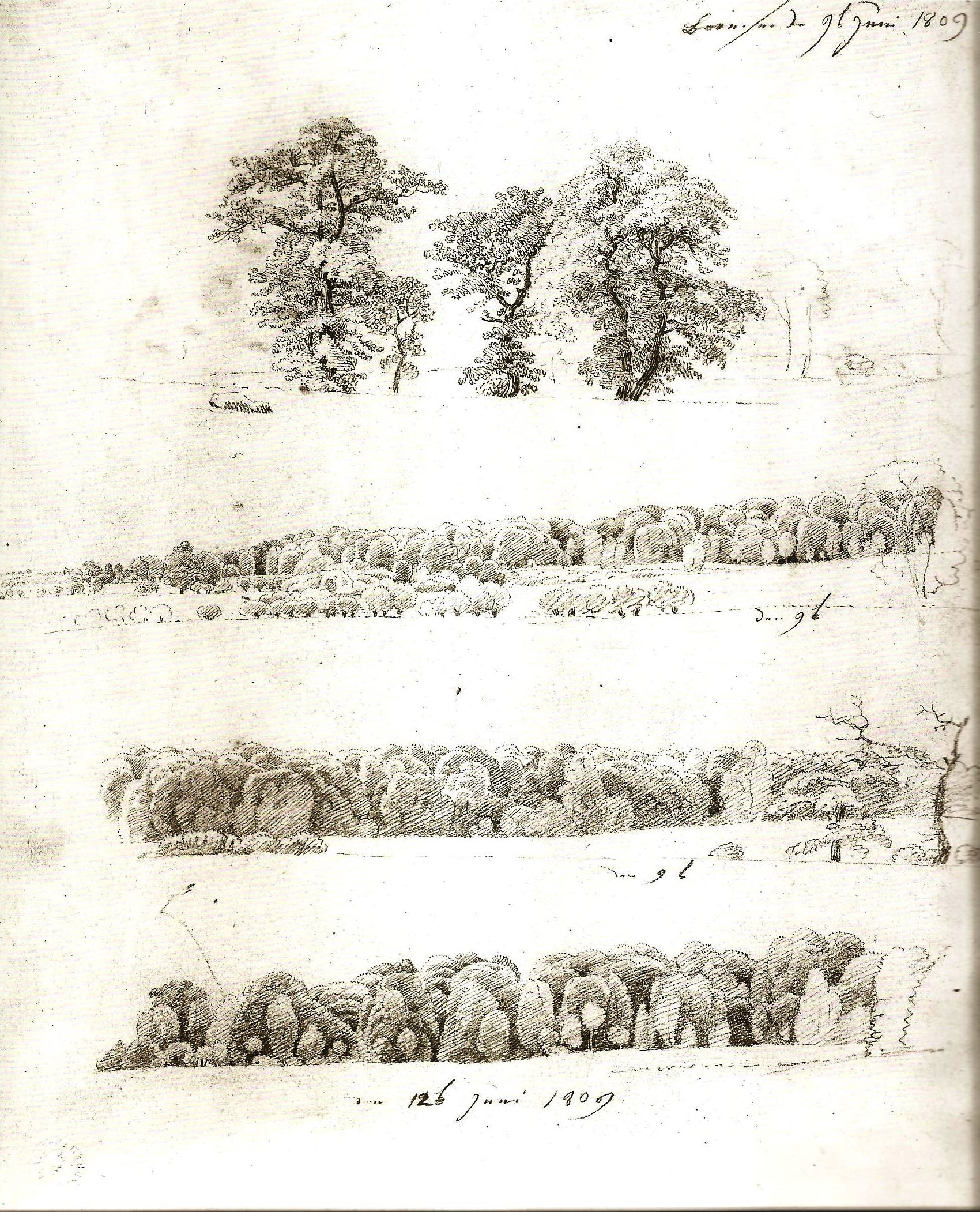
Baumstudien, 1809
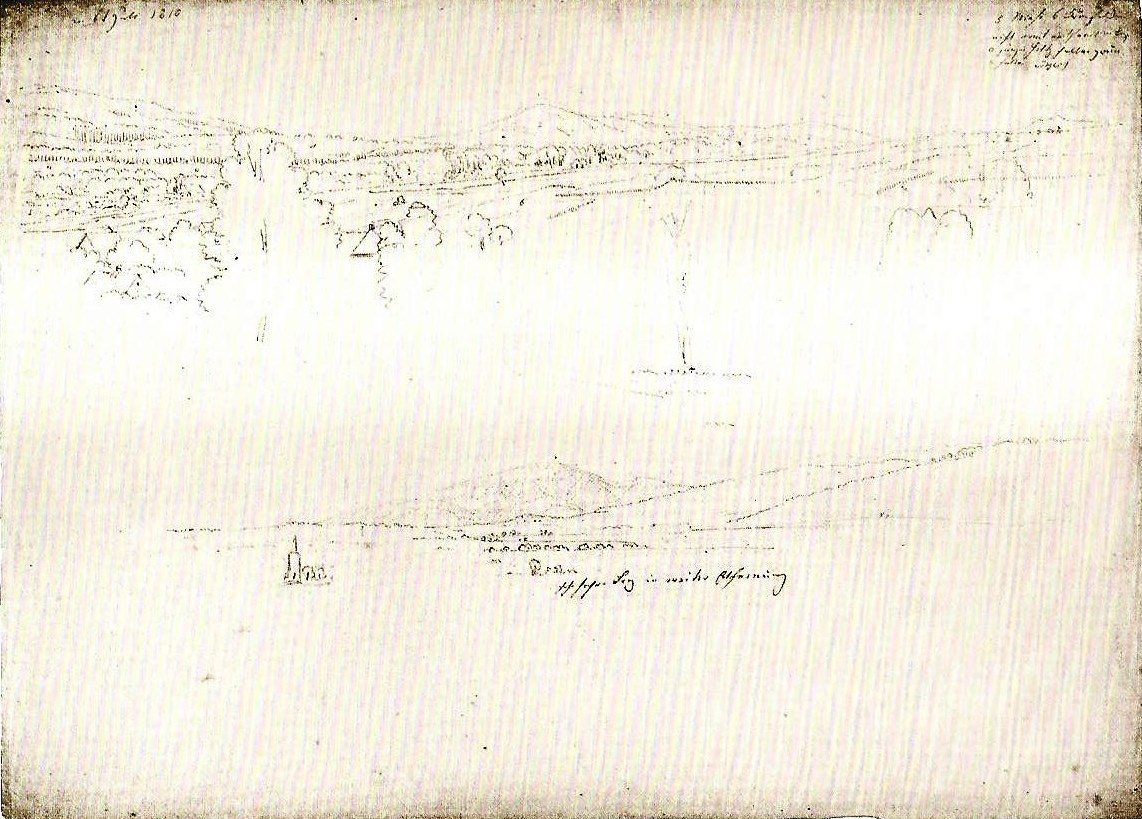
Zwei Landschaftsskizzen, 1810
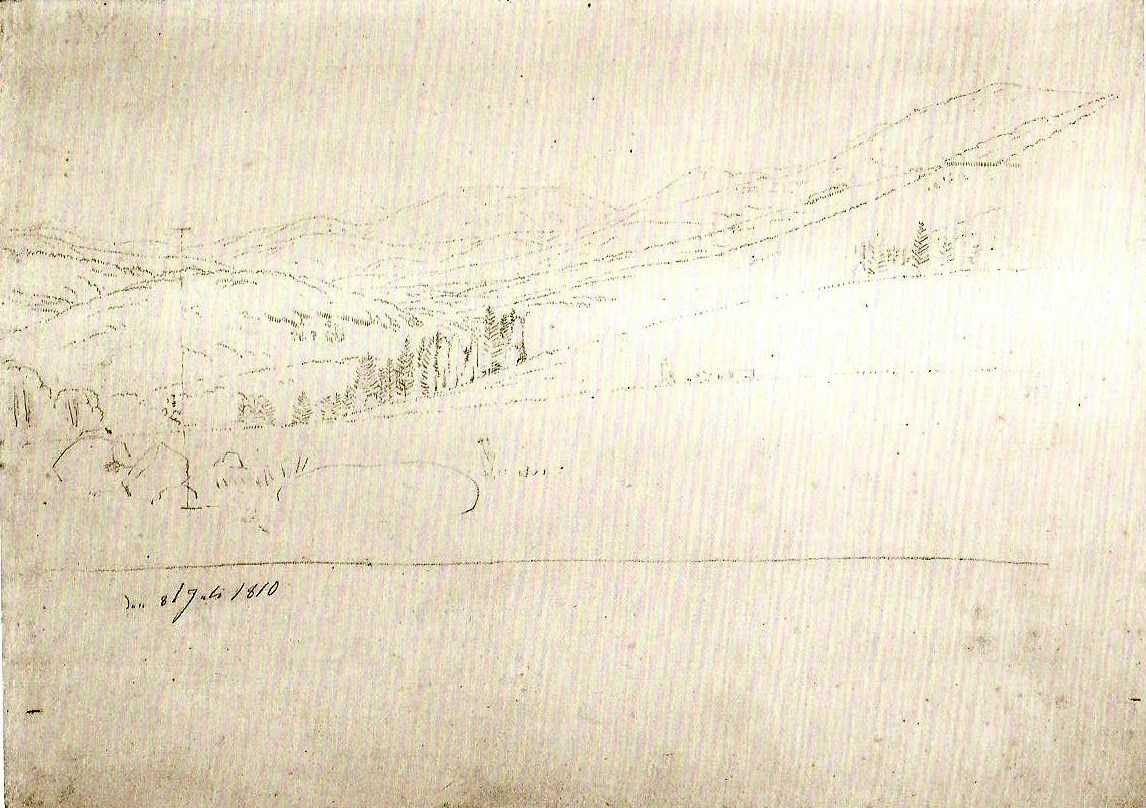
Landschaft mit Mann; Wasser mit Steinen, 1810
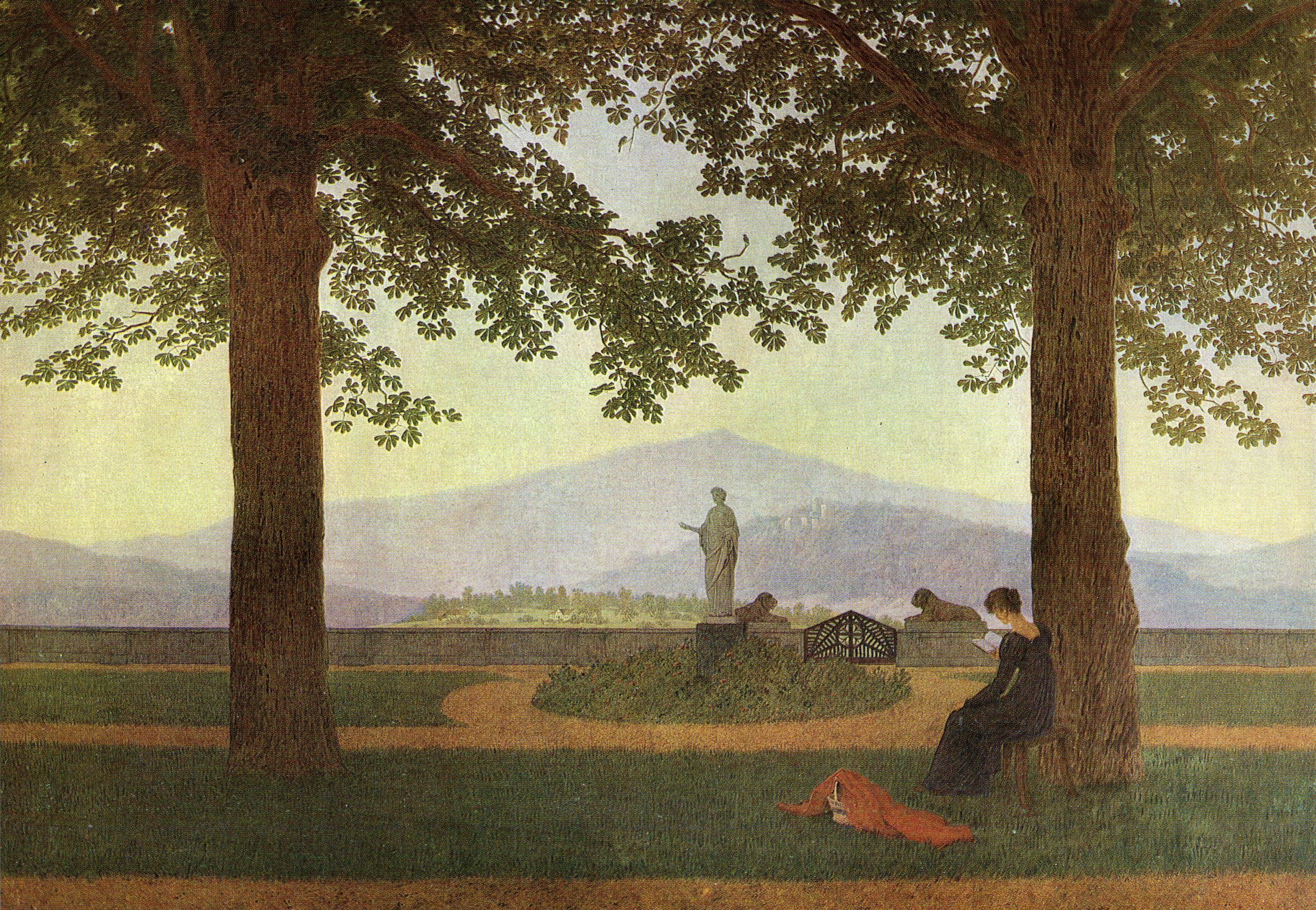
Gartenterrasse, um 1812

## Provenienz, Bezeichnung, Datierung
Das Gemälde entstand 1822 als Pendant zum Mondaufgang am Meer für den Bankier Joachim Heinrich Wilhelm Wagener und befand sich in dessen Sammlung. 1861 wurde das Bild aus der Sammlung erworben, die den Grundstock für die Berliner Nationalgalerie bildete. Bis 1973 galt nach dem Sammlungskatalog von 1828 die Datierung des Bildes auf 1823. Zwischenzeitlich abweichende Einordnungen um 1810 oder 1830 wurden nicht bestätigt. Ein Brief Friedrichs an den Konsul Wagener vom 1. November 1822 kündigt die Lieferung der beiden Bilder für denselben Monat an. Aus nicht bekannten Gründen stellte der Maler die Gemälde im April 1823 noch auf der Sonderausstellung anlässlich des Besuches des bayerischen Königspaares in Dresden aus, bevor sie den Empfänger erreichten. Die Bezeichnung Dorflandschaft bei Morgenbeleuchtung stammt aus einem Verzeichnis von 1856 und wurde von Helmut Börsch-Supan in das Werkverzeichnis aufgenommen. In der Ausstellung von 1823 wurde die Landschaft mit Titel Der Morgen, eine Zusammenstellung gezeigt. Der vielfach verwendete Titel „Einsamer Baum“ stammt von Ludwig Thormaehlen, trifft, laut Börsch-Supan, in seiner Reduzierung aber nicht die Bildidee. Die Bezeichnung Harzlandschaft gründete auf der Annahme, dass die Berge im Hintergrund dem Mittelgebirge des Harzes und nicht dem Riesengebirge zuzuordnen sind. In der Bestandsliste der Sammlung Wagener ist das Bild seit 1828 als Eine grüne Ebene geführt. Es gab in der kunsthistorischen Literatur nicht weiter zitierte Vorschläge wie Spätabendlicht bei bedecktem Himmel (Sammlungskatalog 1876) oder Landschaft bei untergegangener Sonne (1906).

## Einordnung im Gesamtwerk
Das Bild ist in seiner motivischen Ausstattung in Friedrichs Werk singulär. Es existiert kein anderes Gemälde im Werk des Malers, in dem die Landschaft mit so vielen Details angereichert wurde. Bei dem Schäfer-Motiv gibt es eine Verwandtschaft zur Landschaft mit dem Regenbogen. Das Gemälde gehört in eine Motivgruppe, die einen einzelnen oder eine Baumgruppe im Bildzentrum zeigt, vorzugsweise Eichen. Dazu zählen Bilder wie Herbstabend am See, Der Winter, Abtei im Eichwald, Hünengrab im Schnee oder Klosterruine im Schnee. Auch eine Stadtsilhouette, die in anderen Gemälden den Horizont abschließt, ist bei der Dorflandschaft in die Landschaft eingebaut.

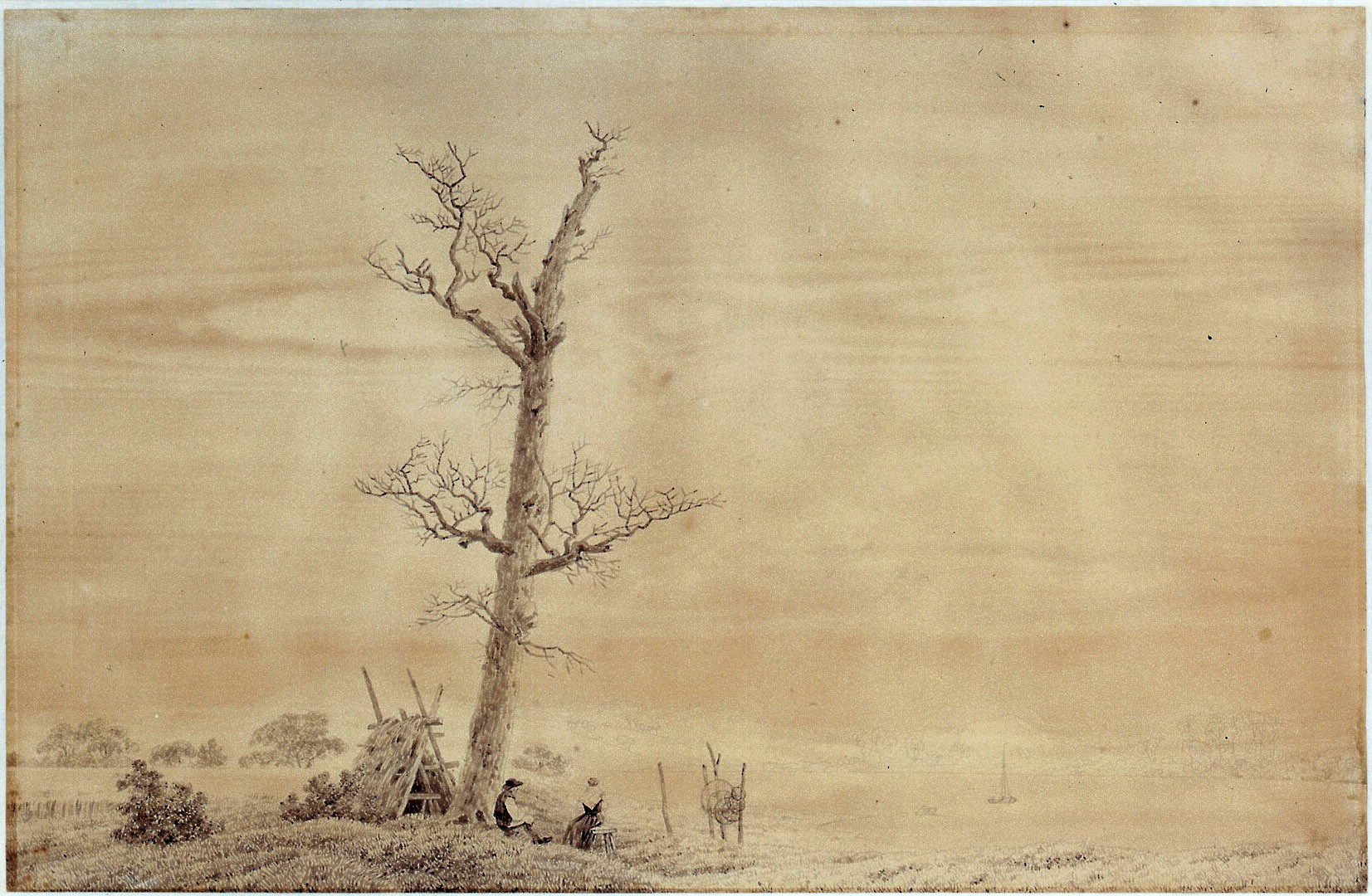
Herbstabend am See, um 1805
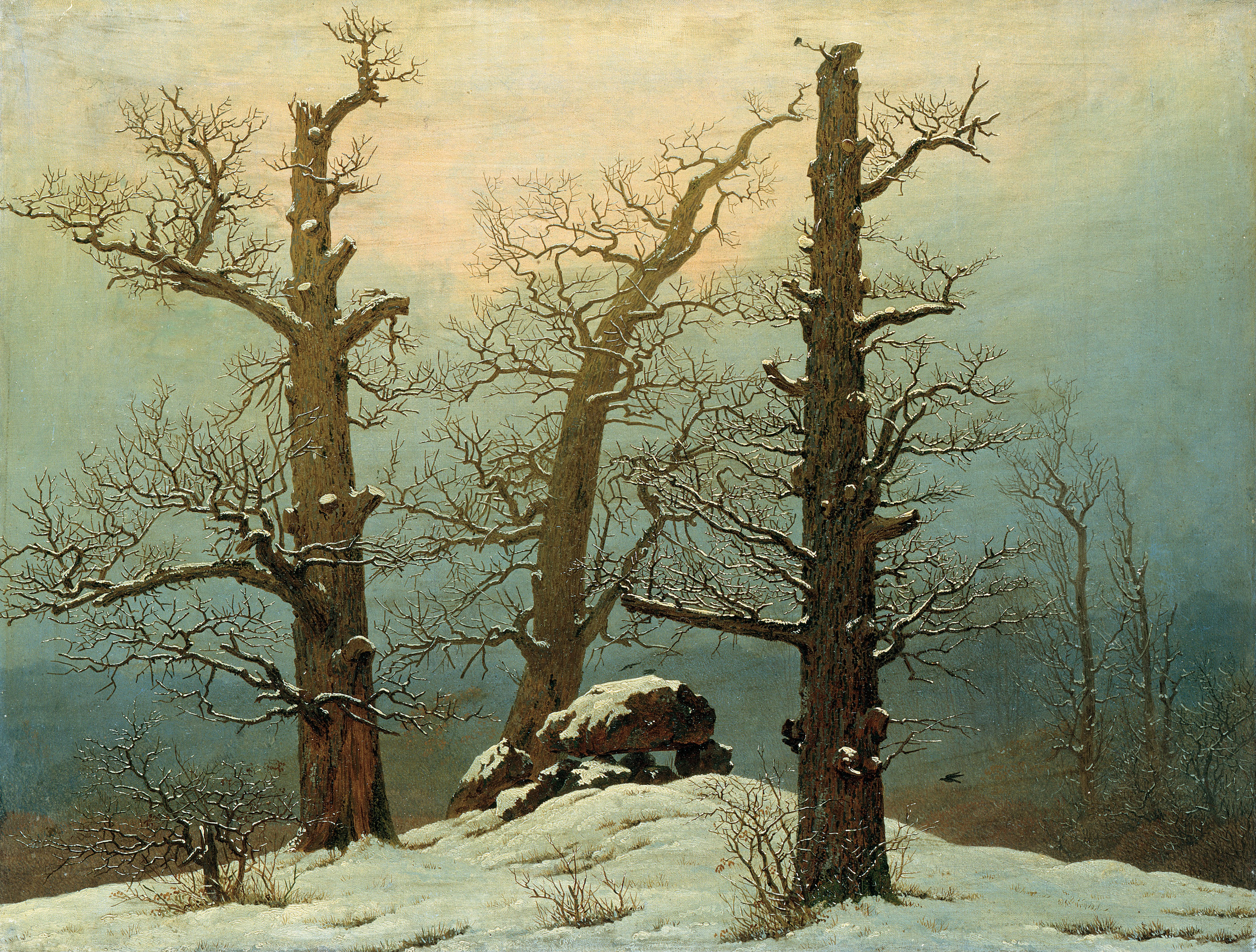
Hünengrab im Schnee, 1807
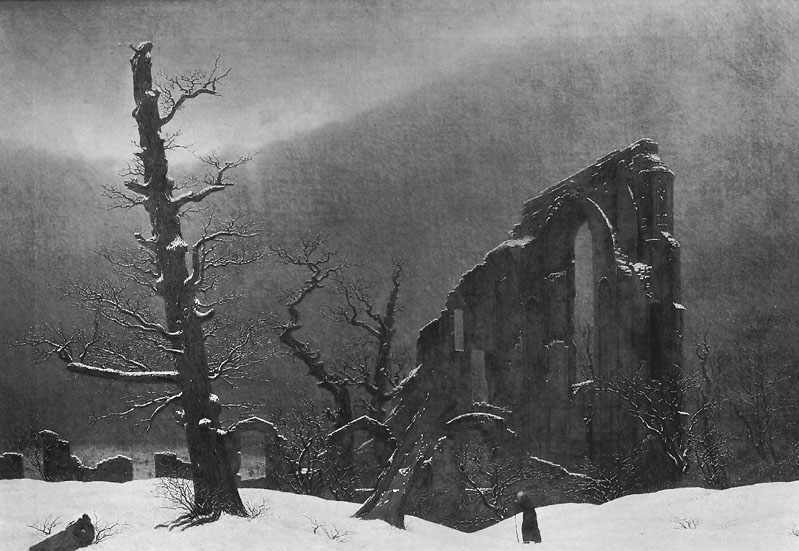
Der Winter, 1808
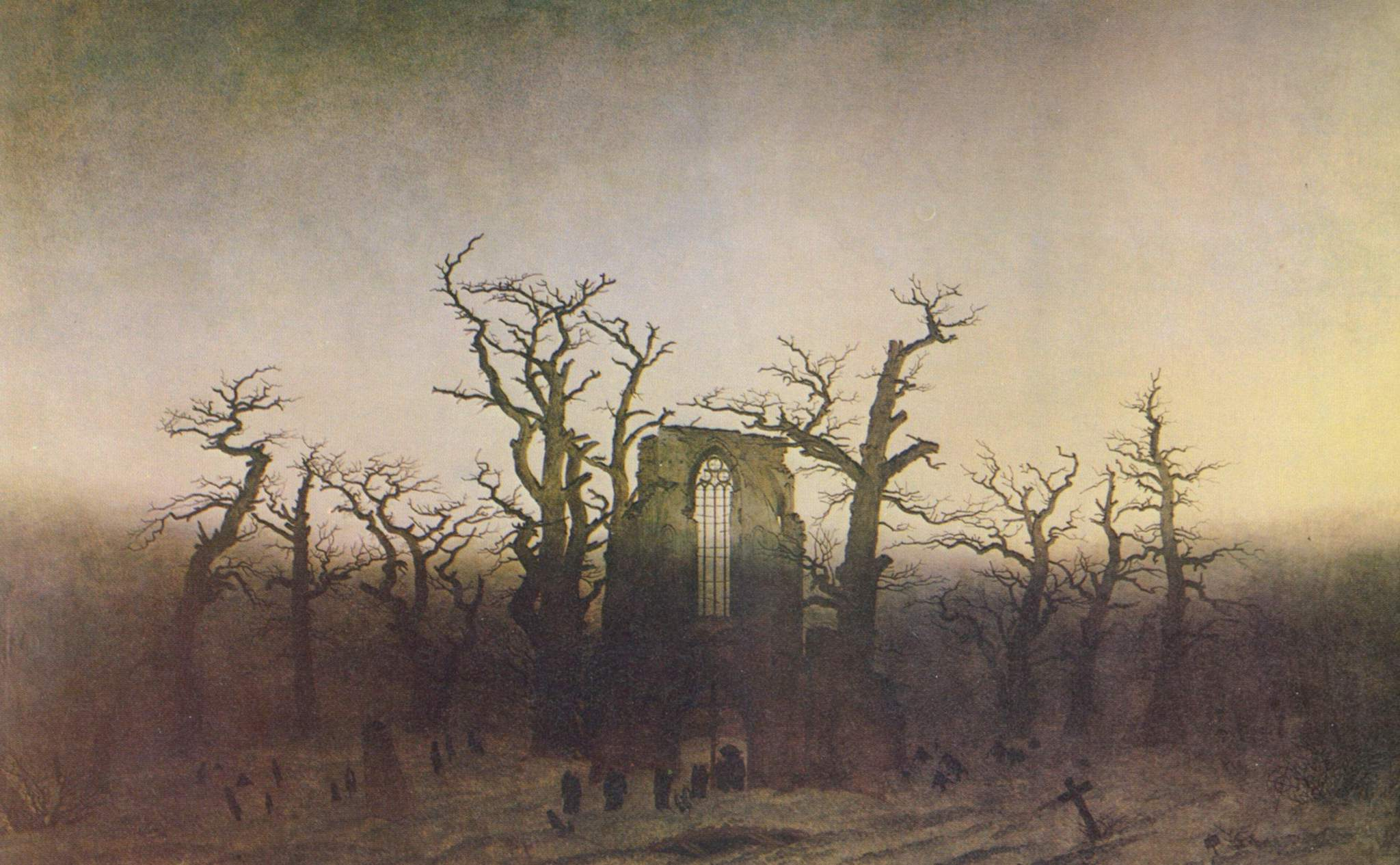
Abtei im Eichwald, 1810
Landschaft mit Regenbogen, um 1810
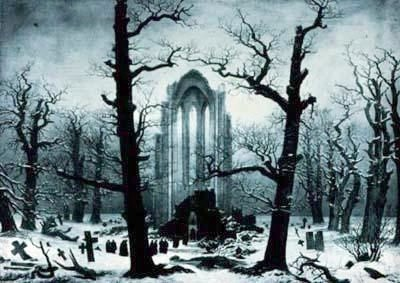
Klosterruine im Schnee, 1818

## Philatelistisches
Mit dem Erstausgabetag 2. Januar 2019 gab die Deutsche Post AG in der Serie Schätze aus deutschen Museen ein Postwertzeichen mit dem Motiv Der einsame Baum im Nennwert von 145 Eurocent heraus. Der Entwurf stammt von Stefan Klein und Olaf Neumann aus Iserlohn.